# J.L. Carr
Joseph Lloyd Carr (20 mei 1912 – 26 februari 1994), was een Brits schrijver, uitgever, leraar en excentriekeling. Hij noemde zichzelf "Jim" of "James".

## Biografie
Carr werd in Yorkshire geboren in een gezin van Wesleyaanse methodisten. Zijn vader Joseph was de elfde zoon van een boer, maar wilde zelf geen carrière als boer, ging voor de spoorwegen werken en werd uiteindelijk stationschef voor de North Eastern Railway Co. Carrs vroege leven werd gevormd door mislukkingen. Hij bezocht de dorpsschool, maar zakte voor het examen op elfjarige leeftijd en toen hij zijn middelbareschoolcarrière beëindigde, lukte het hem niet toegang te krijgen tot de hogeschool voor lerarenopleiding.
Hij werkte een jaar als ongediplomeerd leraar - een van de laagste banen in het Engelse onderwijs - op de South Milford Primary School, waar hij betrokken raakte bij een plaatselijke amateurvoetbalclub die verbazingwekkend succesvol was in dat jaar. Vervolgens schreef hij zich succesvol in voor de lerarenopleiding in Dudley. In 1938 onderbrak hij zijn opleiding een jaar om als vervangend leraar te werken in Huron, South Dakota in de Great Plains. Het grootste deel van het jaar was een strijd om te overleven in een voor hem vreemde cultuur waarin bovendien zijn Britse salaris omgezet in dollars bedroevend ontoereikend was om de Amerikaanse kosten van levensonderhoud te kunnen betalen.
Tegen het einde van het jaar vervolgde Carr zijn reis westwaarts en reisde door het Midden-Oosten en het Middellandse Zeegebied terwijl de Tweede Wereldoorlog dreigde. In september 1939 arriveerde hij in Frankrijk en bereikte Engeland waar hij zich opgaf als vrijwilliger voor dienst in de Royal Air Force. Hij kreeg een opleiding als fotograaf voor de RAF en werd gelegerd in West-Afrika, terwijl hij later in Engeland diende als geheim agent.
Tegen het einde van de oorlog trouwde hij met Sally (Hilda Gladys Sexton) en keerde terug naar lesgeven. Hij werd aangesteld als hoofdmeester van de Highfields School in Kettering, een post die hij van 1952 tot 1967 vervulde op een hoogst eigenzinnige wijze, waardoor hij de toewijding verwierf van zowel het personeel als de leerlingen. Hij keerde terug naar Huron, South Dakota in 1957 om in het kader van een uitwisselingsprogramma les te geven. Hij schreef toen een sociale geschiedenis van de "Old Timers" van Beadle County.
In 1967 had hij twee romans geschreven en nam hij afscheid van het lesgeven om zich te wijden aan het schrijven. Hij produceerde een serie 'kleine boekjes' die waren ontworpen om in een binnenzak te passen: sommige waren verzamelingen van werken van Engelse dichters, andere kleine monogrammen over historische gebeurtenissen of naslagwerkjes. Toen grotere uitgeverijen zijn werken weigerden of voor dumpprijzen wilden uitgeven, besloot hij deze zelf uit te geven. In 1980 verwierf hij eindelijk roem met zijn roman "A Month in the Country" (vertaald als "Een maand op het land").
Om kinderen aan te moedigen tot lezen droeg elk van zijn 'kleine boekjes' twee prijzen: de laagste prijs gold alleen voor kinderen. Dit veroorzaakte dat Carr verschillende brieven ontving van volwassenen in een kinderlijk handschrift om korting te bedingen.
Hij leidde ook eigenhandig een campagne om de dorpskerk van St Faith in Newton in the Willows te behouden en restaureren; deze kerk was door vandalen beschadigd en dreigde overbodig te worden. Carr wees zichzelf aan als de beschermer van de kerk en kwam bij zijn missie om de kerk te behouden in conflict met de predikant van de beneficie en de hogere kerkautoriteiten. Het gebouw was gered, maar zijn kruistocht was ook een mislukking in die zin dat het gebouw alsnog als overbodig werd beschouwd en werd omgebouwd tot een wetenschappelijk studiecentrum.

## Werken
Om enig inkomen te hebben, begon Carr te werken als uitgever. Zijn eerste productie was een serie kaarten van de Engelse graafschappen, die bedoeld waren om te lezen in plaats van gegevens te verschaffen om te kunnen navigeren. De originele drukplaten van verschillende van deze kaarten werden op platen van triplex aangebracht en door Carr gebruikt als "stapstenen" in zijn tuin. In de tuin stonden ook standbeelden die hij zelf had uitgehakt. In veel daarvan had hij spiegels in de steen gezet en wel onder een dusdanige hoek dat de zon door zijn ramen scheen op zijn verjaardag.
Carr schreef acht korte romans die elementen van komedie en fantasie bevatten, maar ook donkere passages, gebaseerd op zijn levenservaring als leraar, reiziger, cricketspeler, voetballer, uitgever en restaurateur van het Engelse erfgoed. Alle acht werden door verschillende uitgevers uitgegeven, behalve de laatste twee, die hij zelf uitgaf. Hoewel veel van de karakters en voorvallen - en zelfs veel van de dialogen - aan zijn leven zijn ontleend, trekt hij ze altijd een klein beetje verder in het komische. Hij wordt wijd en zijd beschouwd als een meester van de roman en zijn meesterwerk "A Month in the Country" werd genomineerd voor de Booker Prize in 1980, toen het ook de Guardian Fiction Prize won. Hij werd wederom genomineerd voor de Booker Prize in 1985 voor "The Battle of Pollocks Crossing".
Carr schreef verschillende non-fictiewerken die hij zelf uitgaf met zijn "Quince Tree Press", waaronder een woordenboek voor cricketspelers, een woordenboek van eponiemen en een encyclopedie van Engelse koningen en koninginnen. Hij schreef ook teksten voor verschillende kinderboeken die erop waren gericht de taalvaardigheid van kinderen te ontwikkelen.